# Tuwi Buya (Panton Reu)
Tuwi Buya is een bestuurslaag in het regentschap Aceh Barat van de provincie Atjeh, Indonesië. Tuwi Buya telt 132 inwoners (volkstelling 2010).